# Barylestis nigripectus
Barylestis nigripectus là một loài nhện trong họ Sparassidae.
Loài này thuộc chi Barylestis. Barylestis nigripectus được Eugène Simon miêu tả năm 1910.